# Gallabergssjön
Gallabergssjön är en sjö i Askersunds kommun och Hallsbergs kommun i Närke och ingår i Norrströms huvudavrinningsområde. Sjön har en area på 0,187 kvadratkilometer och ligger 129,5 meter över havet. Sjön avvattnas av vattendraget Kvismare Kanal.

## Delavrinningsområde
Gallabergssjön ingår i det delavrinningsområde (654336-144387) som SMHI kallar för Inloppet i Vibysjön. Medelhöjden är 112 meter över havet och ytan är 18,08 kvadratkilometer. Det finns inga avrinningsområden uppströms utan avrinningsområdet är högsta punkten. Kvismare Kanal som avvattnar avrinningsområdet har biflödesordning 2, vilket innebär att vattnet flödar genom totalt 2 vattendrag innan det når havet efter 252 kilometer. Avrinningsområdet består mestadels av skog (54 procent) och jordbruk (27 procent). Avrinningsområdet har 0,19 kvadratkilometer vattenytor vilket ger det en sjöprocent på 1,1 procent. Bebyggelsen i området täcker en yta av 0,69 kvadratkilometer eller 4 procent av avrinningsområdet.